# Schloss Meuselwitz

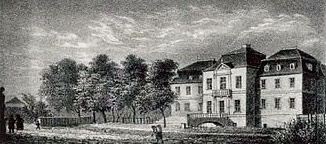
Das Schloss um 1800

Schloss Meuselwitz war eine Schlossanlage in Meuselwitz im  Landkreis Altenburger Land in Thüringen, die ab 1676 zu einer barocken Vierflügelanlage ausgebaut und in Folge des SMAD-Befehls Nr. 209 ab 1947 abgebrochen wurde. 

## Geschichte

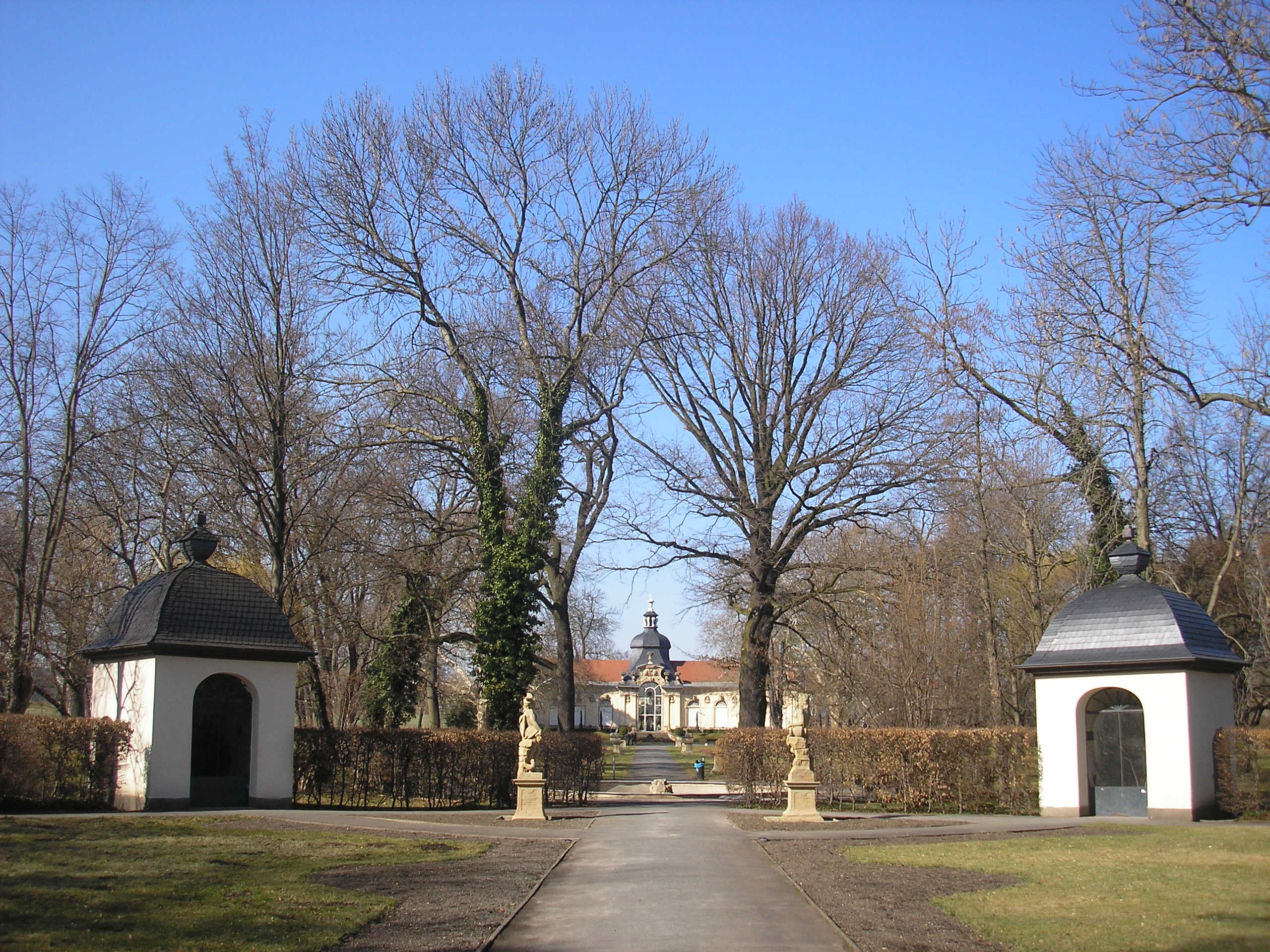
Park Meuselwitz mit Orangerie

Bereits von 1139 bis 1196 benannten sich Ministeriale des Stiftes Zeitz nach der Burg. 1286 gehörte die Lehnshoheit zu gleichen Teilen Zeitz und den Wettinern. Ende des 14. Jahrhunderts besaßen die Herren von Bünau das Gut. Die Familie verkaufte es 1571 an den geadelten Kaufmann Heinrich Cramer von Clausbruch, der dort eine Tuchmanufaktur errichtete. 
Nach dem Aussterben der Familie Cramer erbte Veit Ludwig von Seckendorff das Gut. Er ließ ab 1676 die Burg zu einer barocken Vierflügelanlage ausbauen. Planer war möglicherweise Johann Heinrich Gengenbach. Ab 1709 legte David Schatz einen Schlosspark an. Von 1724 bis 1727 wurden an den Ecken vier vorspringende Anbauten angefügt und die Orangerie errichtet. Von 1910 bis 1913 erfolgten Restaurierungsarbeiten. 
Während des Zweiten Weltkriegs wurde das Schloss durch alliierte Bombenangriffe 1944 und 1945 in Teilen beschädigt. 1947 beschloss die Gemeinde, in Folge des SMAD-Befehls Nr. 209 gegen den Widerstand des damaligen Landeskonservators und einiger engagierter Bürger den Abriss des Schlosses, um Baumaterial zu gewinnen. Der Abbruch wurde von 1947 bis 1950 durchgeführt, lediglich die Orangerie blieb übrig.